# プロフェッショナル・スクール

米国における教育段階。４年制大学の後に位置する。

プロフェッショナル・スクール（英: professional school）は、主に北米において高度専門職業人を養成するための教育を行う高等教育機関。
総合大学の一部局として置かれることが多いが、独立しているものもある。大学院レベルのものが中心であるが、学部レベルの課程を有することもある。

## 設置校
- アーキテクチャー・スクール (建築学)
- ビジネス・スクール (経営学)
- ジャーナリズム・スクール (ジャーナリスト養成)
- ロー・スクール (法学)
- パブリック・ポリシー・スクール (公共政策学)
- ライブラリー・スクール (図書館学)
- エデュケーション・スクール (教育学)
- ソーシャル・ワーク・スクール (社会福祉学)
- メディカル・スクール (医師養成)
- フィジシャン・アシスタント・スクール (準医師養成)
- フィジオセラピー・スクール（理学療法士養成）
- オキュペーショナル・セラピー・スクール（作業療法士養成）
- デンタル・スクール (歯科医師養成)
- ナーシング・スクール (看護師養成)
- オプトメトリー・スクール (眼科学)
- ファーマシー・スクール (薬剤師養成)
- ポディアトリー・スクール (足病学)
- パブリック・ヘルス・スクール (公衆衛生)
- ベテリナリー・スクール (獣医学)